# Ellingham (Northumberland)
Pour les articles homonymes, voir Ellingham.
Ellingham est une paroisse civile et un village du Northumberland, en Angleterre.